# Chris Copping

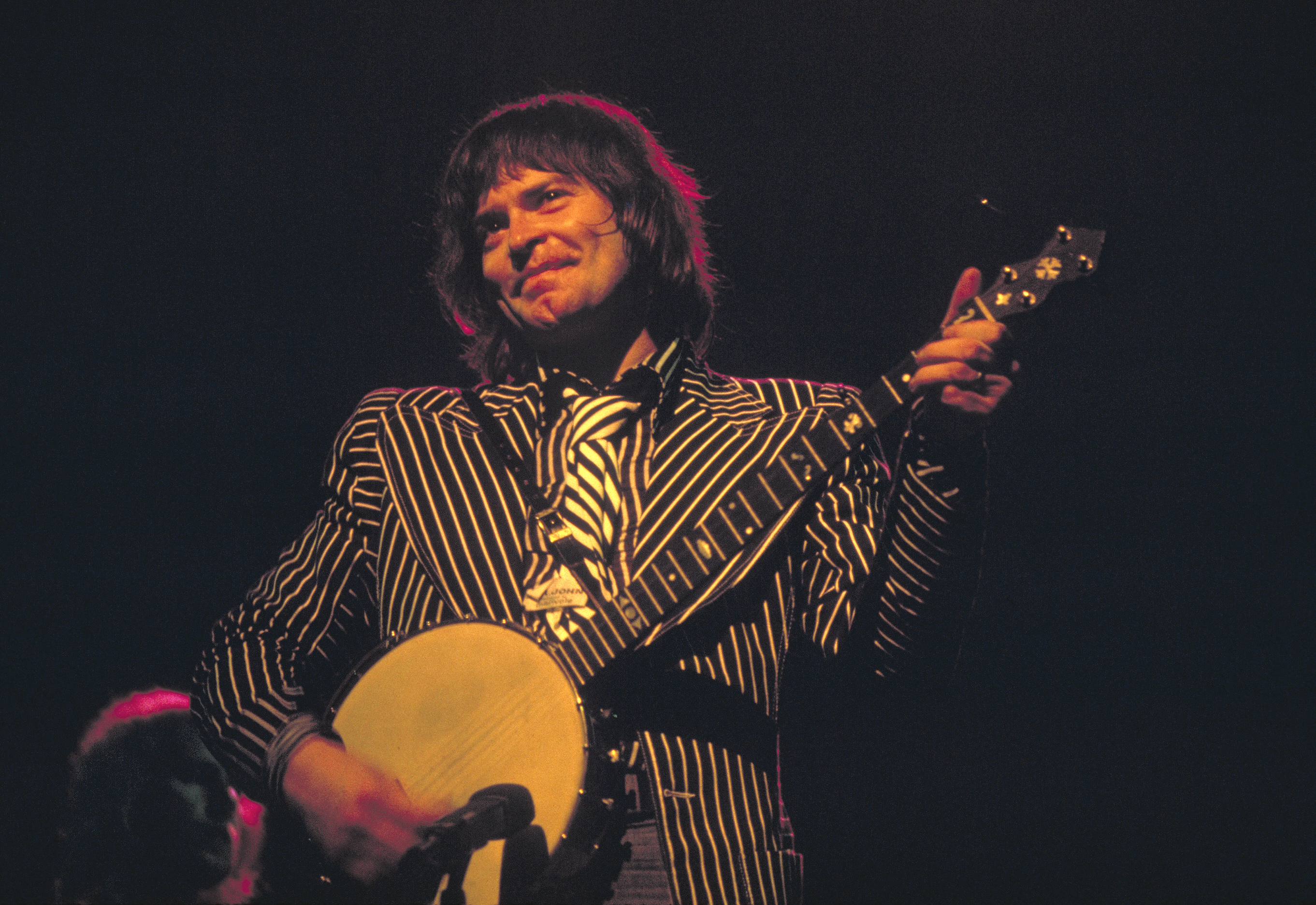
Chris Copping (1975)

Chris Copping (* 29. August 1945 in Middleton, Lancashire) ist ein britischer Musiker.

## Leben
1960 trat er der Gruppe The Paramounts als Gitarrist bei. Im Dezember 1962 verließ er die Gruppe wieder, um an der University of Leicester Chemie zu studieren. Nach Ende des Studiums 1966 arbeitete er für die Regierung als Ph.D. Nach der Trennung von seiner Frau kehrte er zur Musik zurück und ersetzte 1969 auf Einladung von Robin Trower Matthew Fisher und David Knights bei Procol Harum bis zu deren vorläufiger Auflösung 1977.
| Personendaten    | Personendaten         |
| ---------------- | --------------------- |
| NAME             | Copping, Chris        |
| KURZBESCHREIBUNG | britischer Musiker    |
| GEBURTSDATUM     | 29. August 1945       |
| GEBURTSORT       | Middleton, Lancashire |